# Transport Tycoon Deluxe
Transport Tycoon Deluxe – gra komputerowa będąca połączeniem i zarazem rozwinięciem wydanych wcześniej Transport Tycoon i Transport Tycoon World Editor. Gracz przejmuje kontrolę nad przedsiębiorstwem transportowym (zajmuje się ono transportem kolejowym, lotniczym, wodnym oraz drogowym), jego zadaniem jest takie tworzenie sieci połączeń i ustalanie linii, by z przewozu towarów i pasażerów uzyskać jak największy zysk.

## Przebieg rozgrywki
Gra rozpoczyna się w roku 1950, lecz z pomocą wbudowanego edytora scenerii, rok rozpoczęcia działalności mógł być zmieniony o 25 lat w przód (do 1975 roku). Miejsce gry jest generowane przez program w momencie rozpoczęcia zabawy lub jest wczytywane jako jedno z uprzednio utworzonych. Wcześniej przygotowane scenerie mogą być zarówno „czyste”, tj. pozbawione jakichkolwiek instalacji transportowych, jak i już zabudowane – rozpoczyna się wówczas grę z istniejącą już siecią połączeń.
Przed rozpoczęciem gry można wybrać klimat, który panować będzie w jej trakcie: do dyspozycji jest umiarkowany, subpolarny, tropikalny, oraz toylandia. Klimat wyznacza nie tylko wygląd miejsca akcji, ale także dostępne surowce (a co z tym idzie – zakłady przetwórcze) oraz pociągi. Toylandia jest specyficznym klimatem pełnym tzw. cukierkowej grafiki, wyraźnie adresowanej do najmłodszych odbiorców (dodatkowo świadczą o tym surowce dostępne w tym klimacie, jak np. bąbelki). Powstała specjalna modyfikacja zastępująca toylandię na klimat marsjański, znany z Transport Tycoon World Editor.
Co pewien czas miasta umożliwiają świadczenie usług transportowych na specjalnych warunkach w ramach rocznych subwencji na transport towarów lub pasażerów na konkretnej trasie. Spółka, która jako pierwsza połączy zadane miejsca (w dowolny sposób), otrzymuje zwielokrotnione (w zależności od poziomu trudności) zyski na tej trasie. Subsydia są podstawową metodą rozwinięcia działalności w pierwszych latach gry na łatwiejszych poziomach. Niektórzy gracze, w obawie przed powstaniem zapomnianej, nieużywanej linii, wolą nie brać subwencji.
W grze towarzyszy konkurencja – do 7 innych firm, które działają na identycznych zasadach jak firma gracza. Jako że poziom trudności gry jest bardzo elastyczny, możliwe jest ustawienie dowolnej liczby konkurencyjnych firm oraz opóźnienia rozpoczęcia ich działalności w stosunku do działalności firmy kontrolowanej przez gracza (od zera do dziewięciu miesięcy). Grę wielokrotnie krytykowano za niski poziom sztucznej inteligencji komputerowych zawodników, który objawia się m.in. budowaniem zygzakowatych linii kolejowych, lotnisk oddalonych od miast czy zupełnie niepotrzebnych zmian ukształtowania terenu.
W przeciwieństwie do Railroad Tycoon, do którego seria nawiązuje, Transport Tycoon pozbawiono zaawansowanej gry na giełdzie. Możliwości finansowe ograniczają się do wzięcia i spłacenia kredytu, a gry na giełdzie (będące nowością w Transport Tycoon Deluxe, nie było ich w poprzednich częściach) – do częściowego (25%, 50% albo 75%) lub całkowitego zakupienia udziałów firmy konkurencyjnej (firma gracza przejmuje wówczas wszelkie aktywa i pasywa wykupowanej spółki).
Jedną z najistotniejszych nowości wprowadzonych od czasu pierwszego Transport Tycoon jest możliwość budowy jedno lub dwukierunkowej sygnalizacji świetlnej przy torach kolejowych oraz sygnalizatorów zależnościowych. Zmiana ta umożliwia budowanie bardzo złożonych sieci kolejowych, w których jeden tor jest zdolny do obsłużenia wielu pociągów. Jest to podstawa do konstrukcji sieci połączonej w całość, gdzie nie ma odizolowanych od reszty infrastruktury kolejowej odcinków.

## Grafika i dźwięk
Całość grafiki jest dwuwymiarowa, świat gry przedstawiono w rzucie izometrycznym. Początkowo jedynym dostępnym trybem graficznym był 640x480 przy 256 kolorach, lecz z użyciem TTDPatch możliwe jest dowolne powiększenie rozdzielczości gry.
Na dźwięk składają się efekty oraz muzyka MIDI.

## Edycje gry
Ze względu na wysoką popularność Transport Tycoon Deluxe poza premierowym wydaniem występował w kilku reedycjach:
- Tycoon Collection, w jednym pudełku znaleźć można było Railroad Tycoon II, RollerCoaster Tycoon oraz Transport Tycoon Deluxe,
- The Essential Collection, w jednym pudełku wydano Theme Park oraz Transport Tycoon Deluxe,
- Kolekcja Hasbro (spółki-matki MicroProse), jedyna wydana w Polsce edycja Transport Tycoon Deluxe,
- Replay.

Początkowo grę wydano tylko dla systemu MS-DOS, lecz w roku 1999 ukazał się port dla systemu Microsoft Windows (oryginalnie działał tylko w systemach Windows 95 i 98, później Windows Me, lecz dzięki jednej z funkcji TTDPatch możliwe jest uruchomienie gry w Windows 2000, XP oraz 2003).
Utworzono port TTDPatch dla systemu GNU/Linux – LoadTycoon, dzięki któremu można uruchomić grę w buforze ramki, lecz bez dźwięków i muzyki (program nie jest już rozwijany).

## Transport Tycoon Deluxe dziś
Pomimo upływu lat gra nadal cieszy się dużą popularnością. Rzesze fanów zgromadzonych wokół internetowego forum dyskusyjnego TT-forums.net tworzą dodatki do gry takie jak TTDPatch czy TTDAlter oraz nowe grafiki, dzięki którym można nie tylko zmienić wygląd świata gry, ale także wyposażyć ją w nowe pojazdy (lokomotywy i wagony, ciężarówki, autobusy, samoloty i statki, od niedawna także tramwaje). W celu łatwiejszej obsługi TTDPatcha, konfiguracji samej gry lub dodawania nowych grafik powstały narzędzia, takie jak np. Transport Tycoon Deluxe Configurator, Graphics Manager czy TTD Registry Editor.

## TTDPatch
TTDPatch to nieoficjalna aktualizacja dla Transport Tycoon Deluxe. Początkowo jej zadaniem było poprawienie kilku błędów w grze, lecz dziś jest szerokim jej rozszerzeniem. Do najistotniejszych zmian zalicza się:
- pociągi złożone z wielu lokomotyw i wagonów (podniesienie limitu z 9 do 126),
- zwiększenie wielkości stacji kolejowych (ze stacji wielkości 4x5 na stacje 64x64),
- możliwość dodawania własnych grafik do gry,
- możliwość zmiany rozdzielczości gry,
- możliwość budowania na zboczach,
- możliwość używania kodów ułatwiających rozgrywkę (np. unowocześniających całą sieć kolejową bez potrzeby robienia tego ręcznie).

## OpenTTD
OpenTTD to opensource’owy klon Transport Tycoon Deluxe. Oprócz oferowania wszystkich możliwości oryginału, gra wprowadza szereg usprawnień w mechanice gry i dodatków. Posiada również własny zestaw grafiki i dźwięków, dzięki czemu, w przeciwieństwie do TTDPatch, posiadanie kopii Transport Tycoon Deluxe nie jest już konieczne.
OpenTTD jest łatwiejszy w użyciu niż TTDPatch, zawiera też nieco inne rozszerzenia (lecz większość jest wspólna). Pozwala również na rozgrywkę sieciową do 255 graczy naraz.